# NK Jezero Medvode
El NK Jezero Medvode (en español: Club de Fútbol Jezero Medvode) es un equipo de fútbol de Eslovenia que juega en la 5. SNL, la quinta división de fútbol en el país.

## Historia
Fue fundado en el año 1973 en la ciudad de Medvode y formó parte de la Liga de la República de Eslovenia en lagunas ocasiones cuando el territorio formaba parte de la antigua Yugoslavia.
Tras la disolución de Yugoslavia y la independencia de Eslovenia en 1991 se convirtió en uno de los equipos fundadores de la Prva SNL, la primera división nacional, con el nombre Loka Medvode por razones de patrocinio, pero también fue uno de los primeros equipos descendidos de la primera división nacional, siendo hasta el momento la única aparición del club en la primera categoría.

## Palmarés
- 4. SNL: 1

2011/12